# Essing
Essing ist ein Markt im Altmühltal im niederbayerischen Landkreis Kelheim in Bayern.

## Geografie
Die Gemeinde liegt im Naturpark Altmühltal sowie in der Planungsregion Regensburg. Der Ort liegt inmitten des Naturwaldes Buchenwälder in der südlichen Frankenalb, der zu den größten Waldschutzgebieten Bayerns gehört.

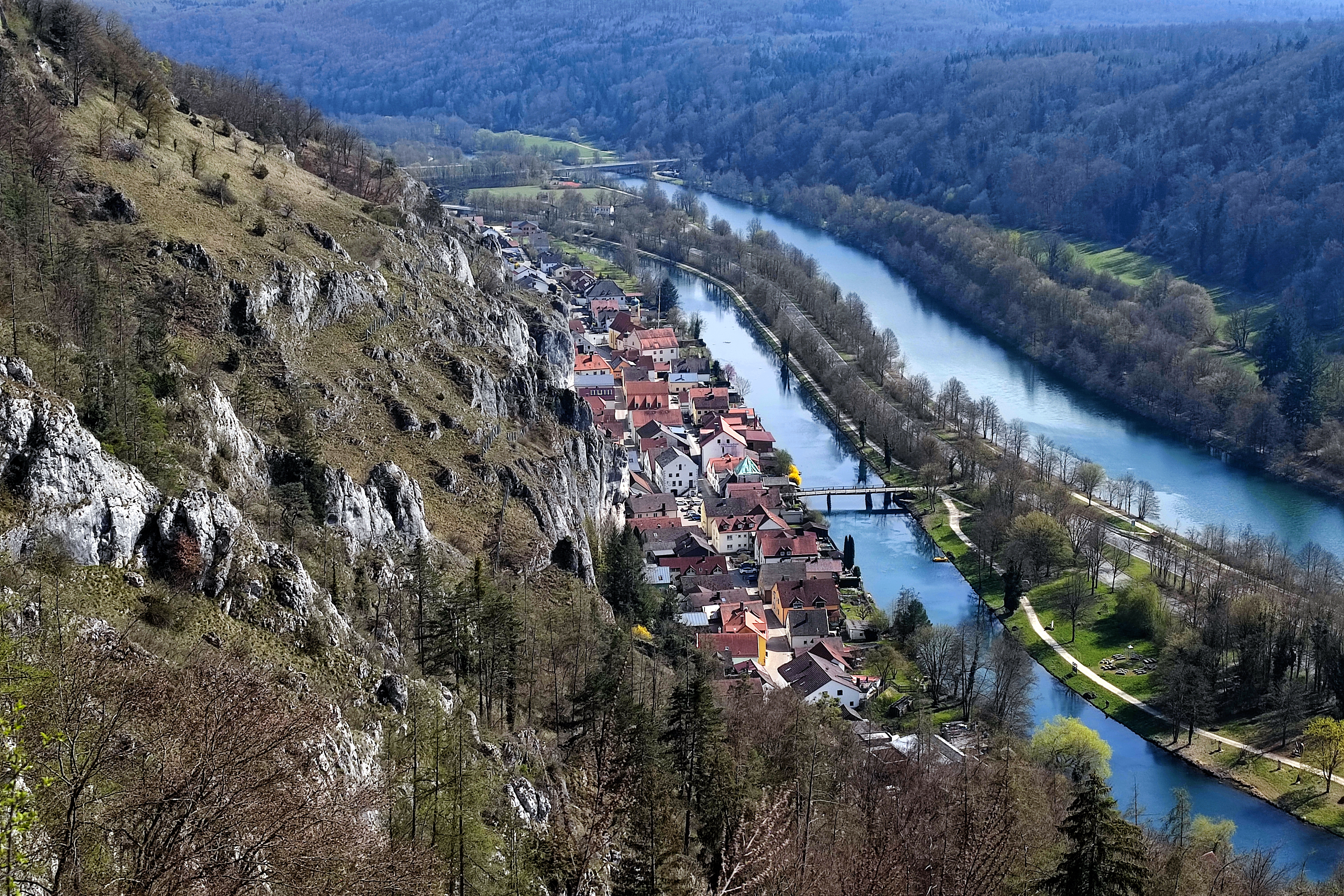
Lage des Marktes Essing im Altmühltal

Es gibt 15 Gemeindeteile und drei Gemarkungen.
| Gemarkung        | Gemarkungs- schlüssel | Fläche km² | Gemeindeteil   | Siedlungstyp |
| ---------------- | --------------------- | ---------- | -------------- | ------------ |
| Altessing        | 6006                  | 4,279      | Altessing      | Kirchdorf    |
| Altessing        | 6006                  | 4,279      | Oberau         | Weiler       |
| Altessing        | 6006                  | 4,279      | Schellneck     | Gut          |
| Altessing        | 6006                  | 4,279      | Schleuße Nr. 4 | Einöde       |
| Altessing        | 6006                  | 4,279      | Schulerloch    | Einöde       |
| Altessing        | 6006                  | 4,279      | Unterau        | Einöde       |
| Neuessing        | 6061-0                | ≈ 1,836    | Essing         | Hauptort     |
| Neuessing        | 6061-0                | ≈ 1,836    | Heidenstein    | Weiler       |
| Randeck          | 6081                  | 11,205     | Eisensdorf     | Weiler       |
| Randeck          | 6081                  | 11,205     | Felsenhäusl    | Einöde       |
| Randeck          | 6081                  | 11,205     | Hiersdorf      | Einöde       |
| Randeck          | 6081                  | 11,205     | Osterholzen    | Einöde       |
| Randeck          | 6081                  | 11,205     | Randeck        | Dorf         |
| Randeck          | 6081                  | 11,205     | Riedhof        | Einöde       |
| Randeck          | 6081                  | 11,205     | Weihermühle    | Dorf         |
| Gemeinde Randeck | Gemeinde Randeck      | 17,32      |                |              |

## Geschichte

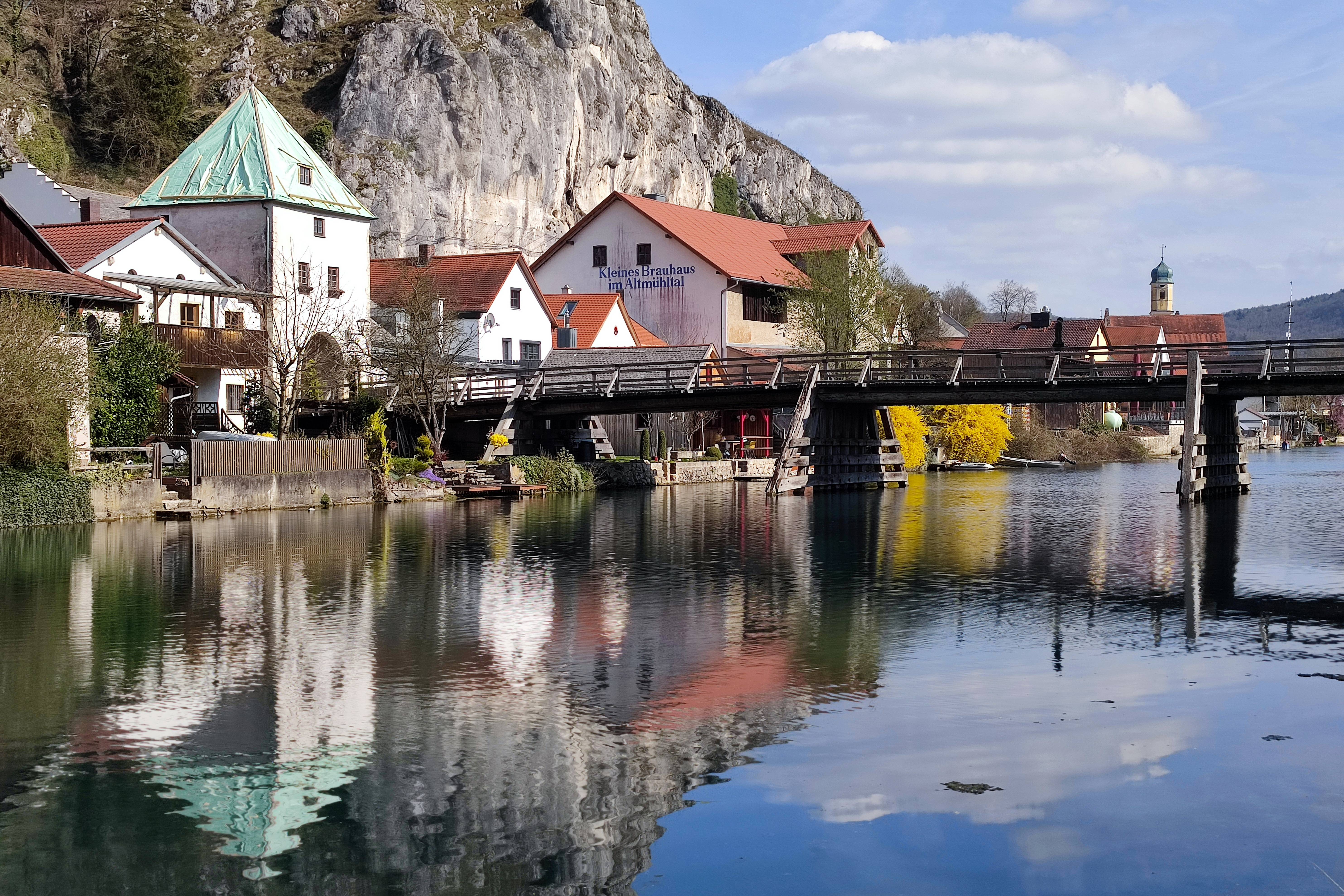
Essing mit der Altmühl

### Frühe Geschichte
Essing wurde im Jahr 976 erstmals urkundlich erwähnt. Burg Randeck über dem Markt Essing wurde um das Jahr 1000 erbaut und zählt zu den ältesten Burganlagen Bayerns. Der im Jahr 1336 zum Markt erhobene Ort gehörte später zum Rentamt München und zum Landgericht Abensberg des Kurfürstentums Bayern. Essing (= Neuessing) besaß ein Marktgericht mit magistratischen Eigenrechten.

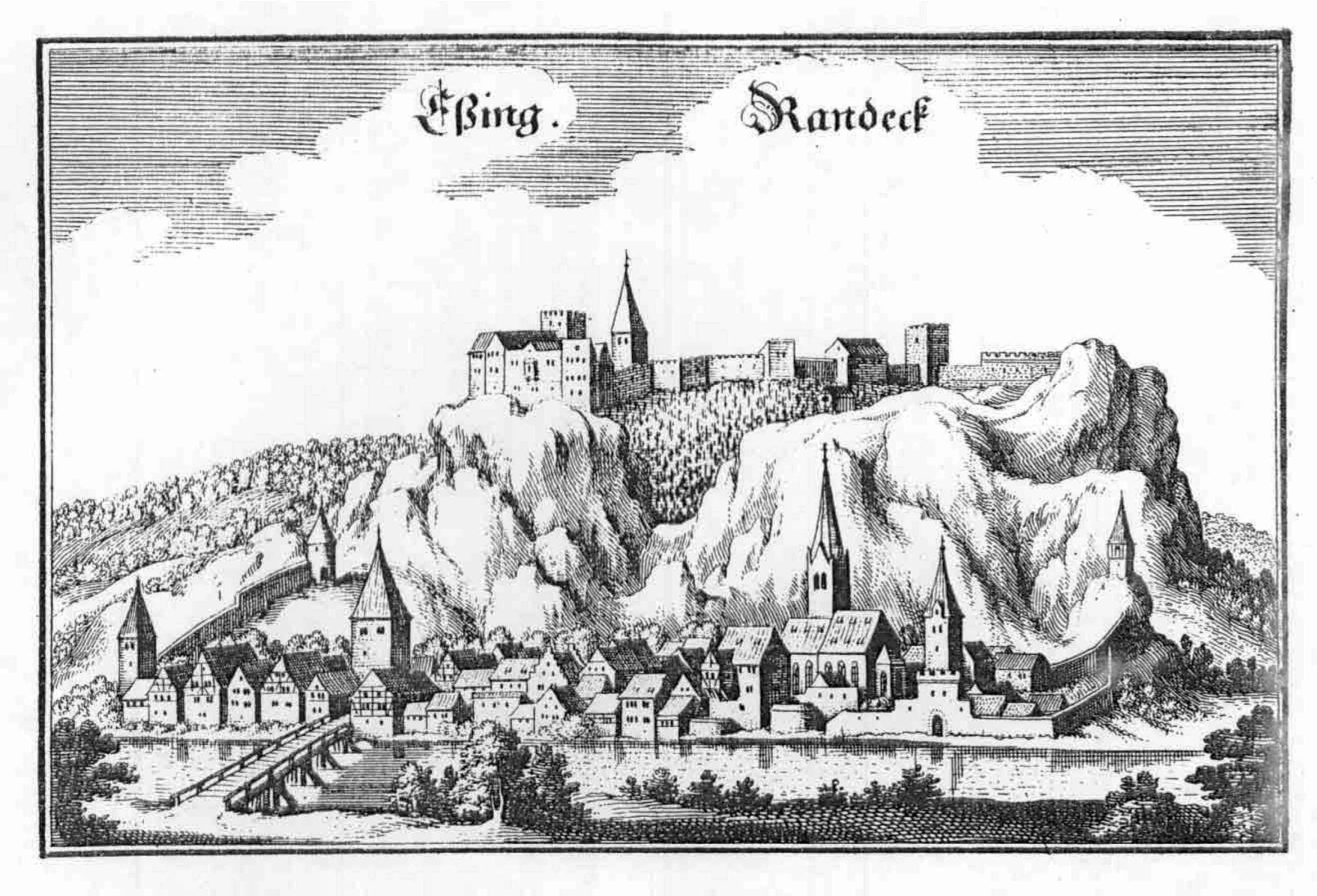
Gesamtansicht mit Burg Randeck, Kupferstich von Merian (1644)

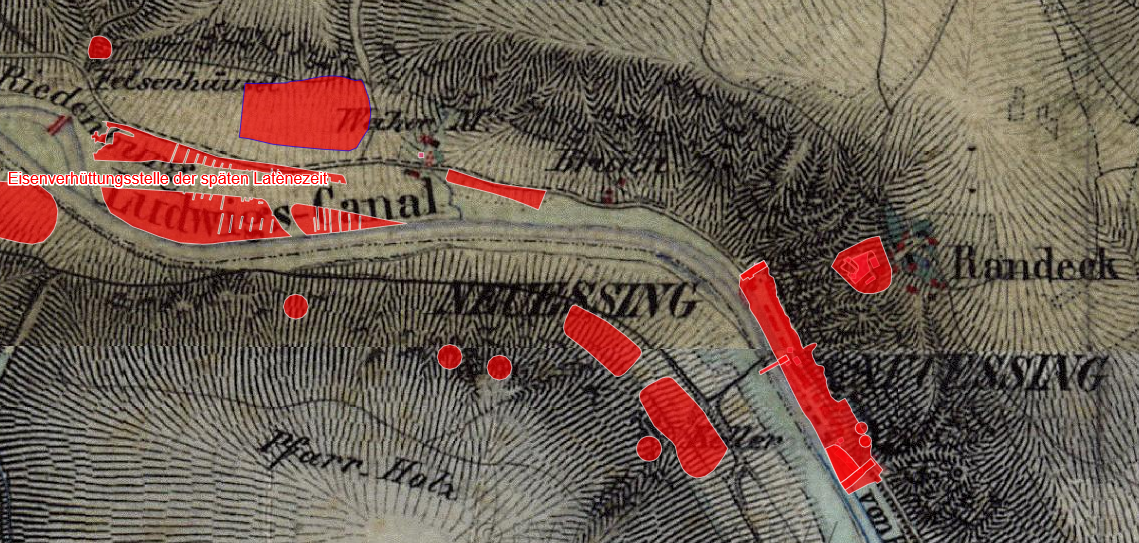
Lageplan von Essing auf dem Urkataster von Bayern

Zu Essing wurde seit vorgeschichtlicher Zeit Eisenerz verhüttet. So liegt 1300 m nordwestlich vom Ortszentrum an der Altmühl (heute Main-Donau-Kanal) eine „Eisenverhüttungsstelle der späten Latènezeit“, die als Bodendenkmal unter der Aktennummer D-2-7036-0035 im Bayernatlas geführt wird. Im ausgehenden Mittelalter befand sich vom 14. bis zum 17. Jahrhundert hier ein Eisenhammer. 1526 hat der Regensburger Bürger und Ratsherr Wieland den Hammer zu Essing inne. Er besorgte auch einen großen Teil des oberländischen Eisenhandels und führte dazu das Eisen in eigenen Schiffen weiter. Das Erz für den Schienhammer stammte aus Amberg und Sulzbach. Produziert wurde Schien- und Deucheleisen.

### 20. Jahrhundert
Im Jahr 1924 wurde die Gemeinde Randeck nach Altessing eingemeindet. 1938 wurden Altessing und Neuessing zur neuen Gemeinde Essing zusammengeschlossen.

### Einwohnerentwicklung
Im Zeitraum 1988 bis 2018 stieg die Einwohnerzahl von 965 auf 1025 um 60 Einwohner bzw. um 6,2 %.
| Jahr | Einwohner |
| ---- | --------- |
| 1970 | 0996      |
| 1987 | 0970      |
| 1991 | 1002      |
| 1995 | 1012      |
| 2000 | 1032      |
| 2005 | 1018      |
| 2010 | 1004      |
| 2015 | 1032      |

## Politik
Die Gemeinde ist Mitglied der Verwaltungsgemeinschaft Ihrlerstein.

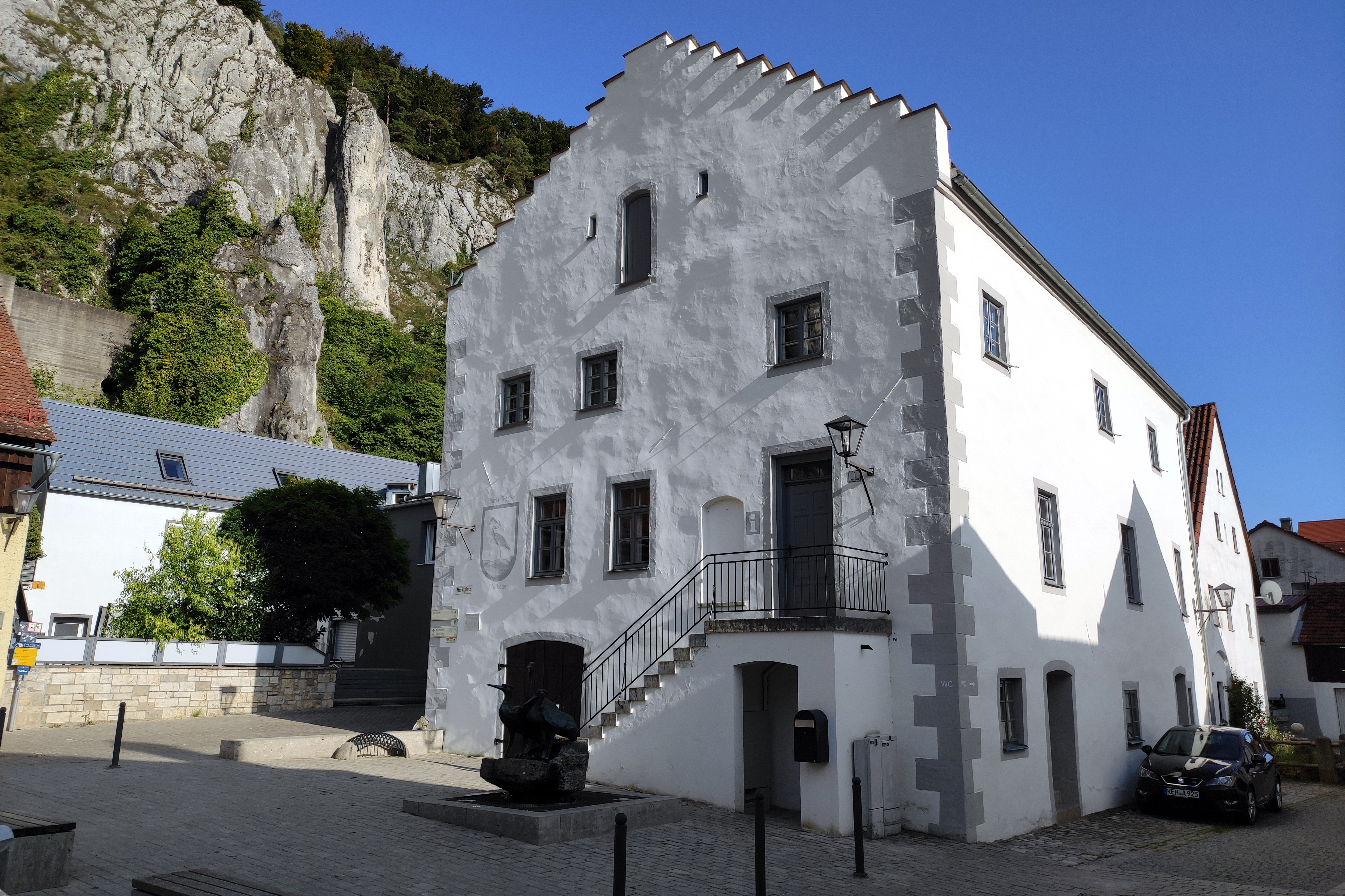
Rathaus von Essing

### Gemeinderat
Die Gemeinderatswahl 2020 erbrachte folgende Stimmenanteile und Sitzverteilung:
| Partei/Liste                               | %     | Sitze |
| ------------------------------------------ | ----- | ----- |
| CSU                                        | 44,69 | 5     |
| Freie Christliche Wählergemeinschaft (FCW) | 55,31 | 7     |

### Bürgermeister
Ehrenamtlicher Erster Bürgermeister ist Jörg Nowy (Freie Christliche Wählergemeinschaft). Er ist seit 7. März 1988 im Amt. Bei der Bürgermeisterwahl 2020 wurde er bei einer Wahlbeteiligung von 70,5 % mit einem Stimmenanteil von 88,3 % wieder gewählt.

### Wappen
| DEU Essing CO | Blasonierung: „In Silber auf grünem Dreiberg stehend ein rot bewehrter blauer Reiher mit einem blauen Fisch im Schnabel.“ |
| DEU Essing CO | Wappenbegründung: Der Reiher mit dem Fisch ist ein passendes Symbol für den Ort in den einst sumpfigen Auen der Altmühl. Weniger überzeugend ist J. R. Schuegrafs Deutung der Figur als redendes Wappen, wobei der kurz vor dem Verzehr eines Fisches stehende Reiher für „essen“ und Essing stünde. Schon das wohl um 1390 entstandene erste Siegel des alten grundherrlichen Marktes Essing enthielt den Reiher mit dem Fisch im Dreiecksschild. Die Verwendung eines eigenen Wappensiegels lässt sich seit 1435 nachweisen. Ein Siegel aus dem späten 17. Jahrhundert zeigt statt dem Reiher eine Taube mit einem Zweig im Schnabel, auch andere Varianten des Vogels kamen vor. Die heutige Gemeinde Essing entstand 1938 durch Zusammenlegung von Neuessing und Altessing; seitdem führt der Markt Neuessing wieder den alten Namen Essing. Anlässlich der Wappenerfassung durch Klemens Stadler bei der Generaldirektion der Staatlichen Archive Bayerns 1959 stellte sich heraus, dass man in Essing der festen Überzeugung war, einen blauen Adler im Wappen zu führen. Das Wappenbild und die Tingierung wurden 1960 richtiggestellt als blauer Fischreiher mit blauem Fisch im Schnabel. Wie die Wappenabbildung auf der Homepage der Gemeinde Essing zeigt, weicht man neuerdings mit einem silbernen Reiher mit blauem Fisch im silbernen Feld wieder von der heraldisch richtigen Farbgebung ab. |

## Sehenswürdigkeiten
- Holzbrücke bei Essing – eine hölzerne Spannbandbrücke über die Altmühl und den Main-Donau-Kanal. Die 190 m lange Brücke war bei ihrer Eröffnung 1986 die längste Spannbandbrücke Europas. Das Tragwerk besteht aus verleimten Holzplatten. Der Brückenkörper wird wegen seines eleganten wellenförmigen Schwungs im Volksmund Tatzelwurm genannt. Zur Eröffnung des Main-Donau-Kanals gab die Deutsche Bundespost 1992 eine Briefmarke mit dem Essinger Brückenmotiv heraus.

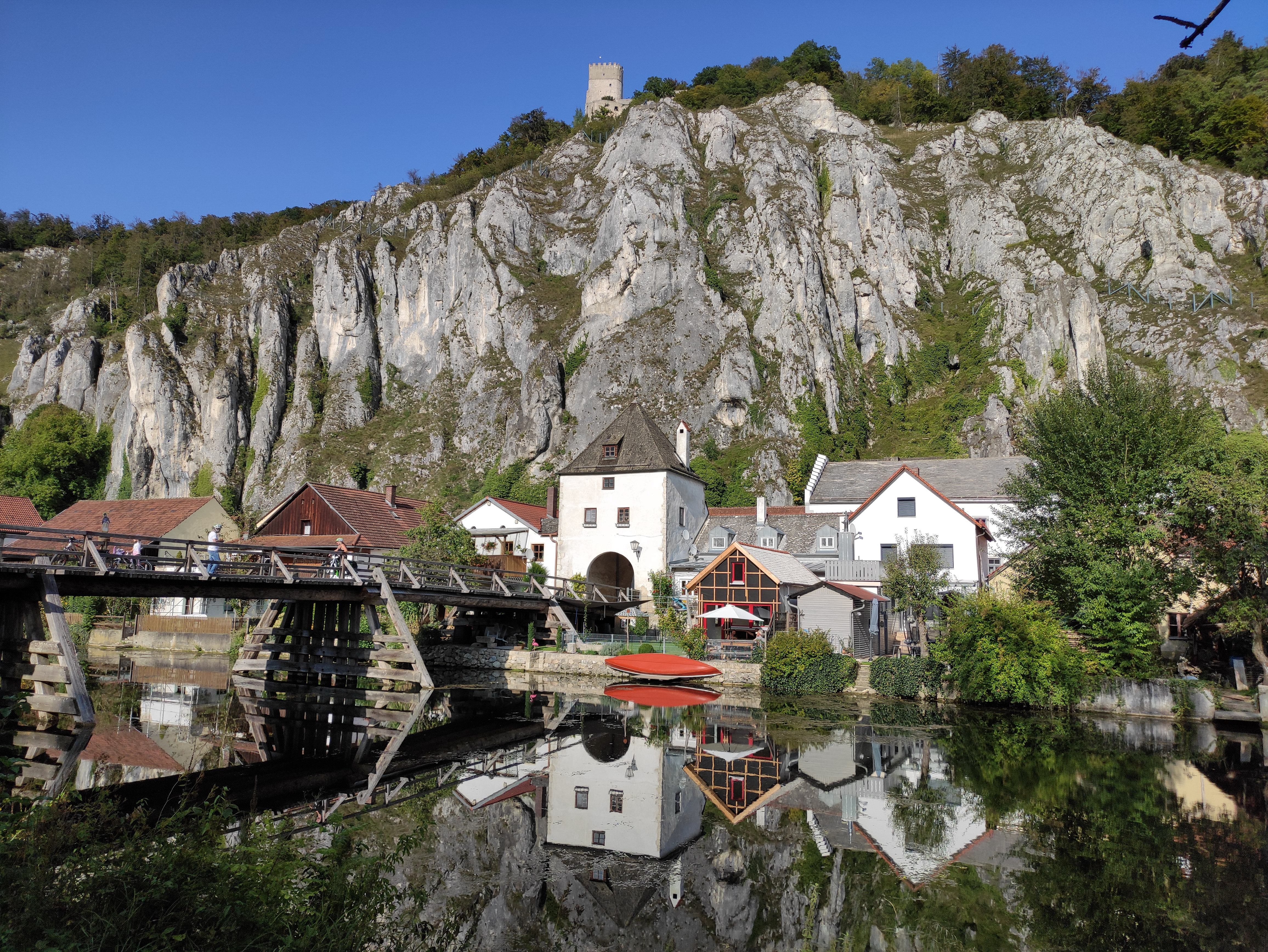
Alte Holzbrücke über dem Seitenarm der Altmühl und Burg Randeck

- Eine ältere, nur 48 m lange Holzbrücke führt über einen alten Seitenarm der Altmühl in den Ortskern. Sie wird vom Brucktor, einem ursprünglich gotischen, doch mehrfach umgebauten Torturm, der sich heute in Privatbesitz befindet, bewacht. An dieser alten Holzbrücke wurde Josef Deifl (1790–1864), einem in Essing geborenen bayerischen Infanteristen, von Joseph Michael Neustifter ein Bronze-Denkmal gesetzt.
- Durch die Altmühlauen verläuft der Essinger Kunstweg an Fels und Fluss, ein Skulpturenpfad mit Werken von Werner Engelmann, Willi Hengge und anderen, teilweise wechselnden Künstlern, die ihre Werke hier vorübergehend ausstellen.
- Am Marktplatz steht ein mittelalterlicher Ziehbrunnen, der 1818 zum Pumpbrunnen umgebaut wurde. 1974 wurde der alte Brunnenkorb zurückgebracht.
- Das ehemalige Kollegiatstift Neuessing mit der Pfarrkirche Heilig Geist befindet sich am Südrand des Ortes.

Der Lehrpfad Erlebnispfad Juralandschaft (Teil des Jurasteigs) und davon abzweigende Wanderwege erschließen die folgenden, außerhalb des Ortskerns gelegenen Attraktionen:
- Blautopf (Karstquelle und Geotop)
- Burg Randeck
- Klausenhöhle (Karsthöhle, prähistorische Wohnstätten und Geotop)
- Schulerloch, Schauhöhle und das umgebende Naturschutzgebiet Schulerloch
- Sesselfelsgrotte, Felswand mit Karsthöhle

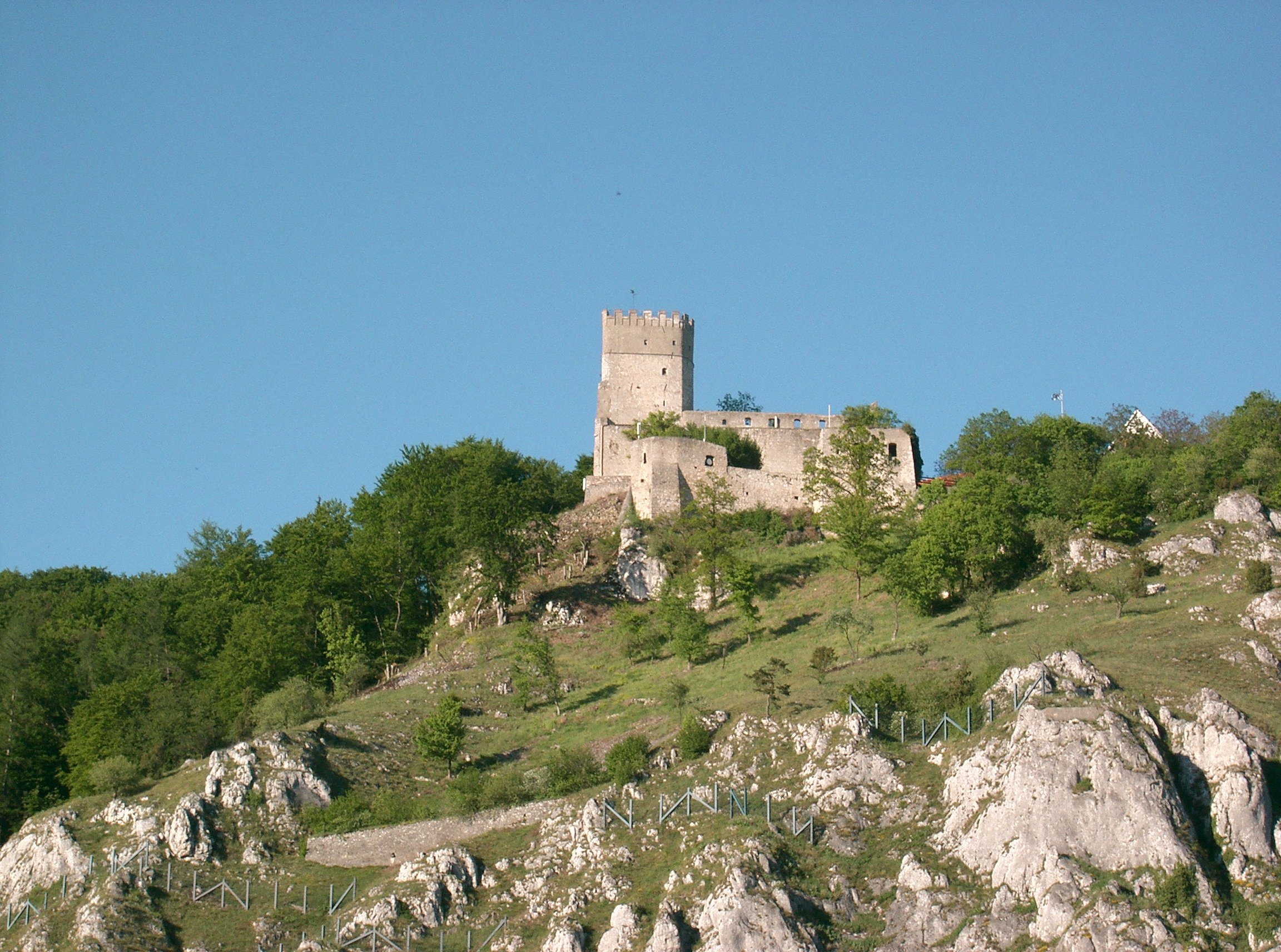
Burgruine Randeck
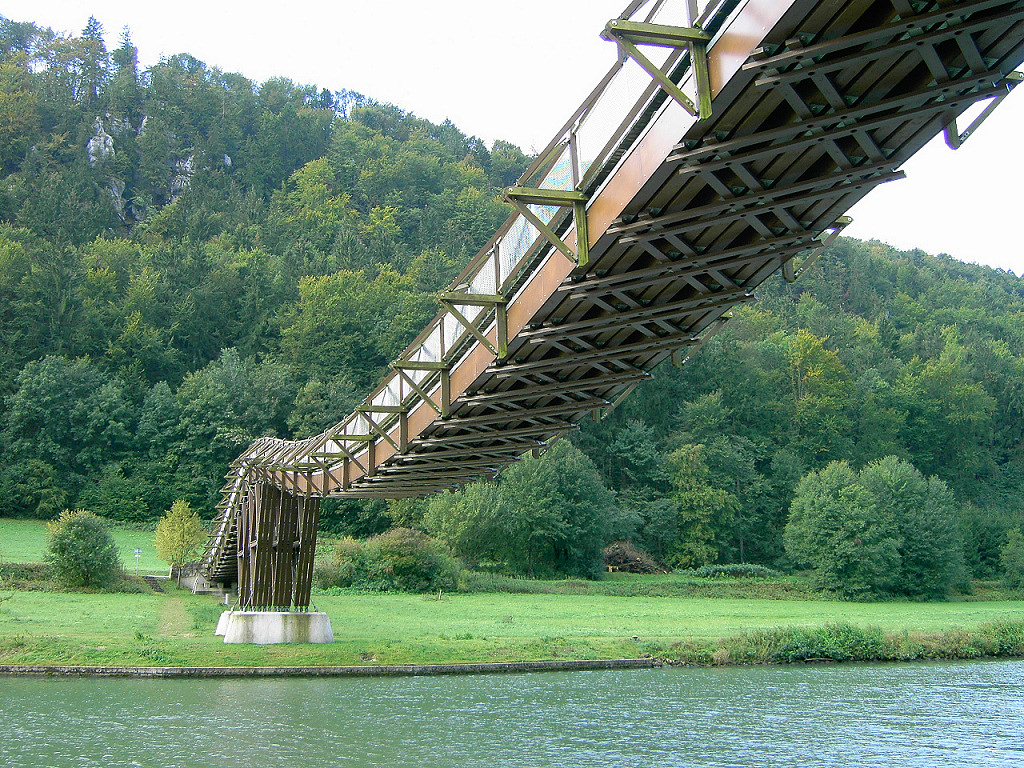
Holzbrücke Tatzelwurm
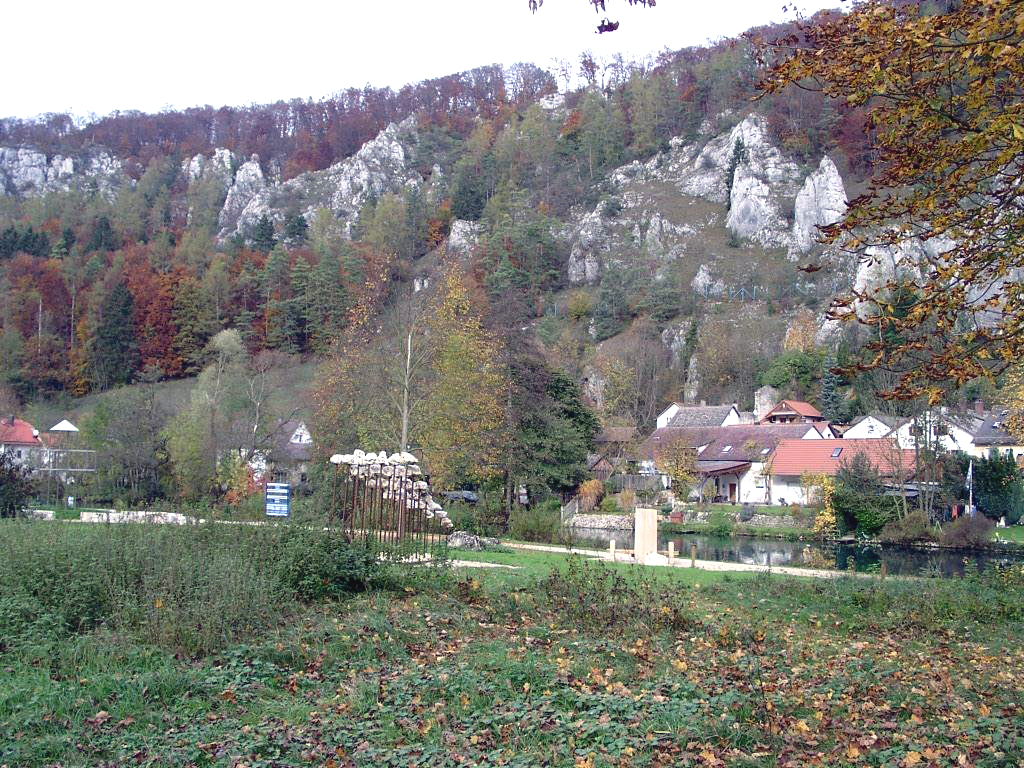
Essing mit Kunstweg im Herbst 2005
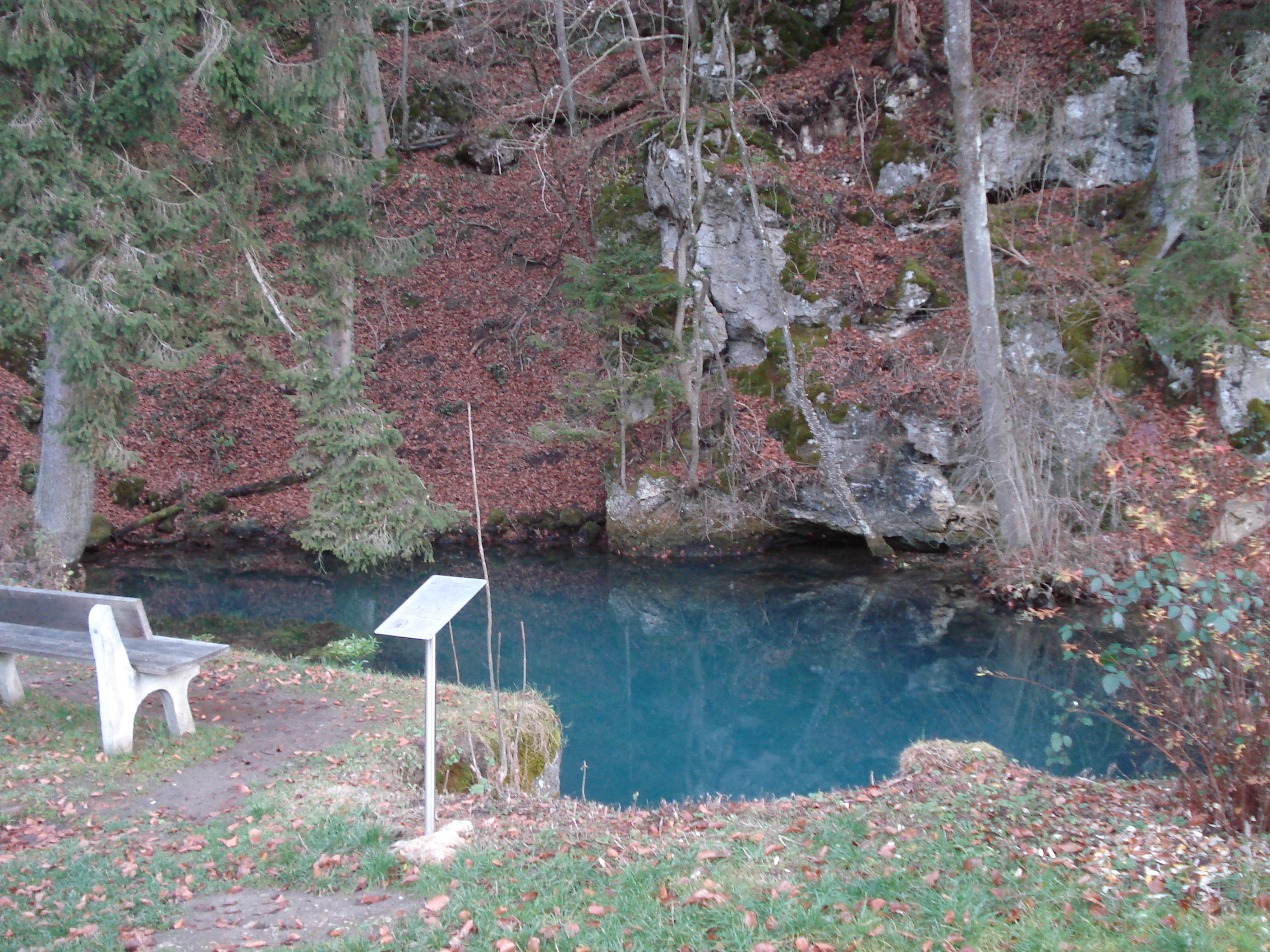
Blautopf von Essing
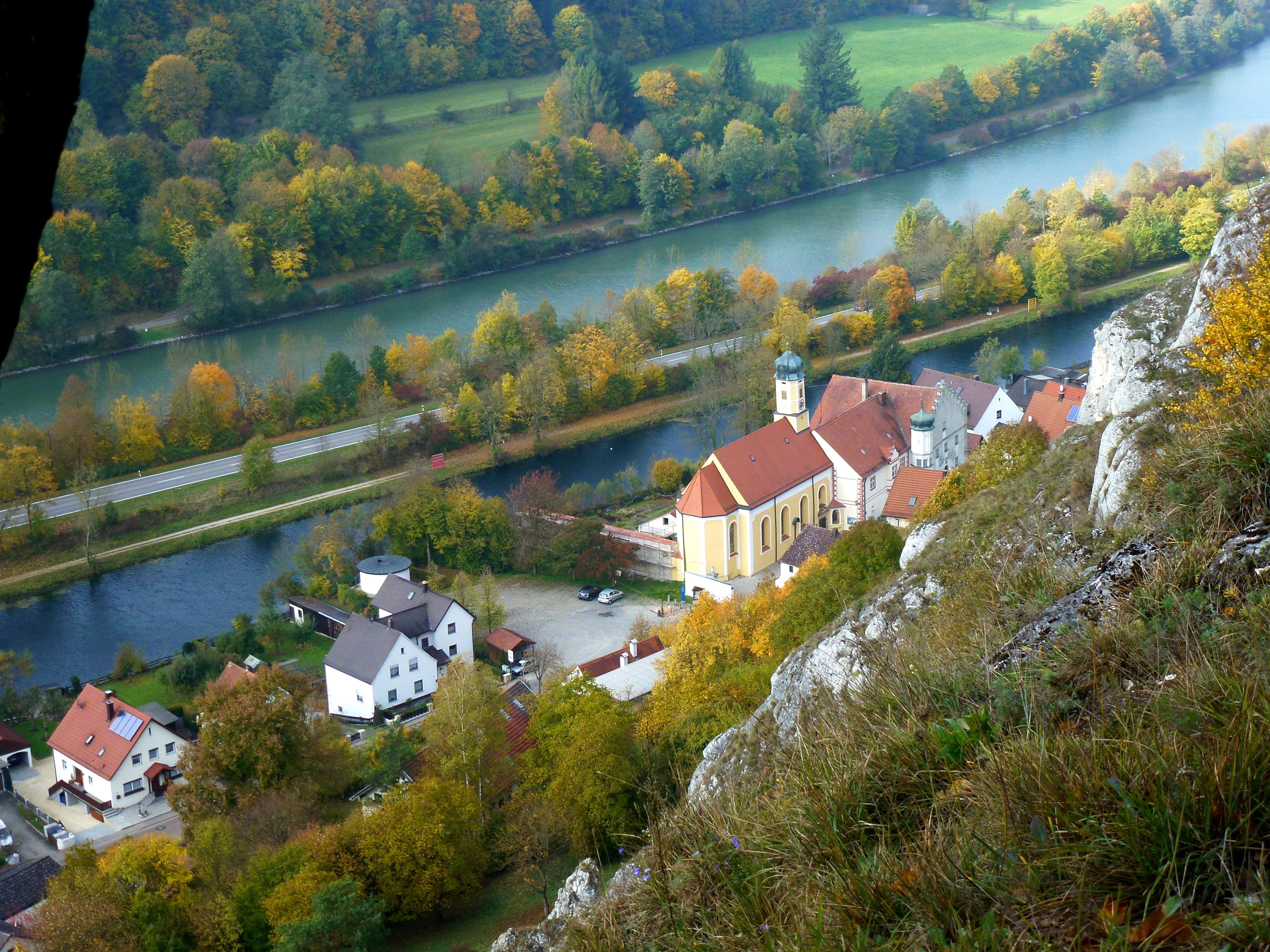
Essing mit Hl. Geist-Kirche
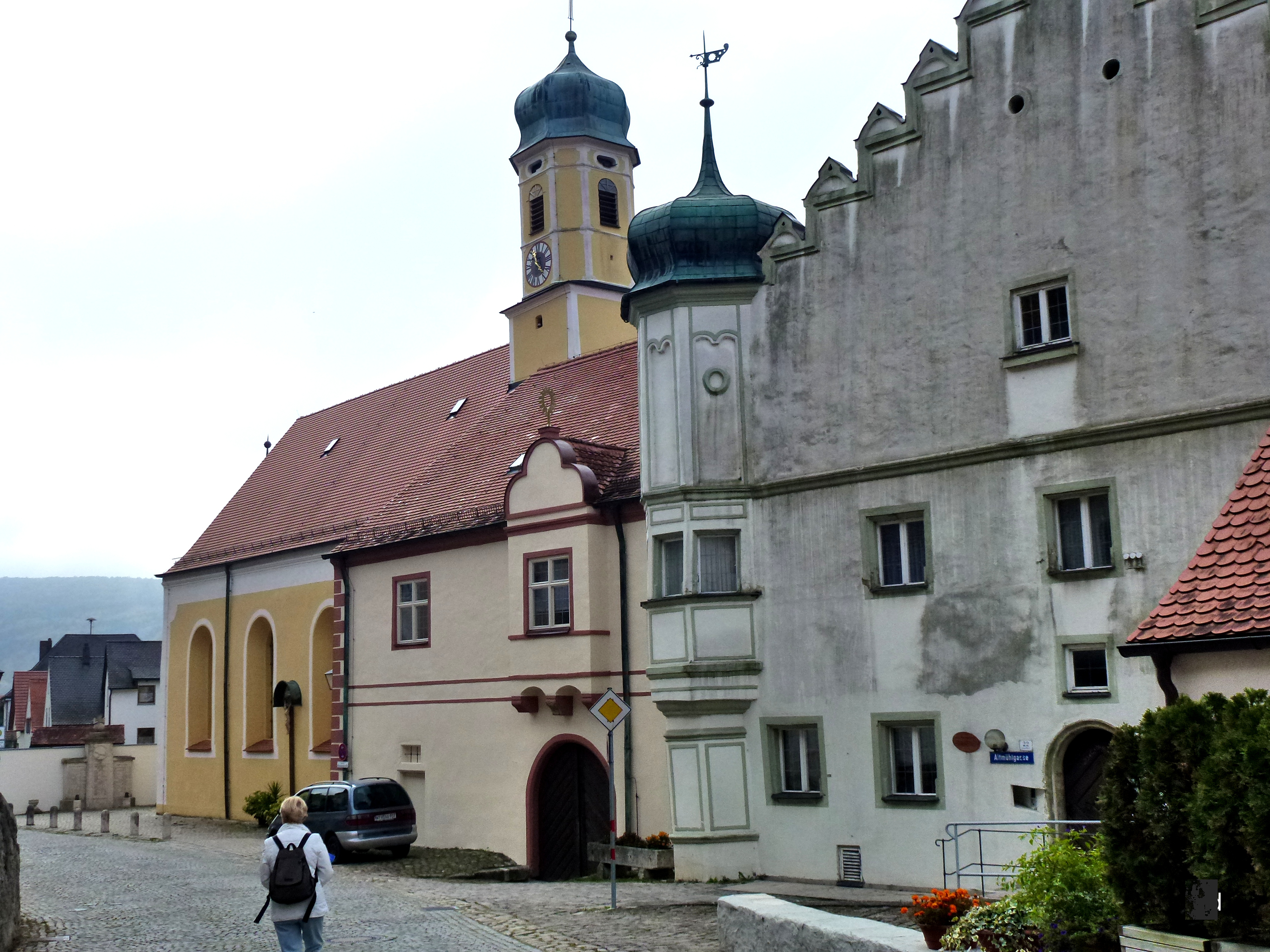
Essing, Hl. Geist-Kirche und Kollegialstift
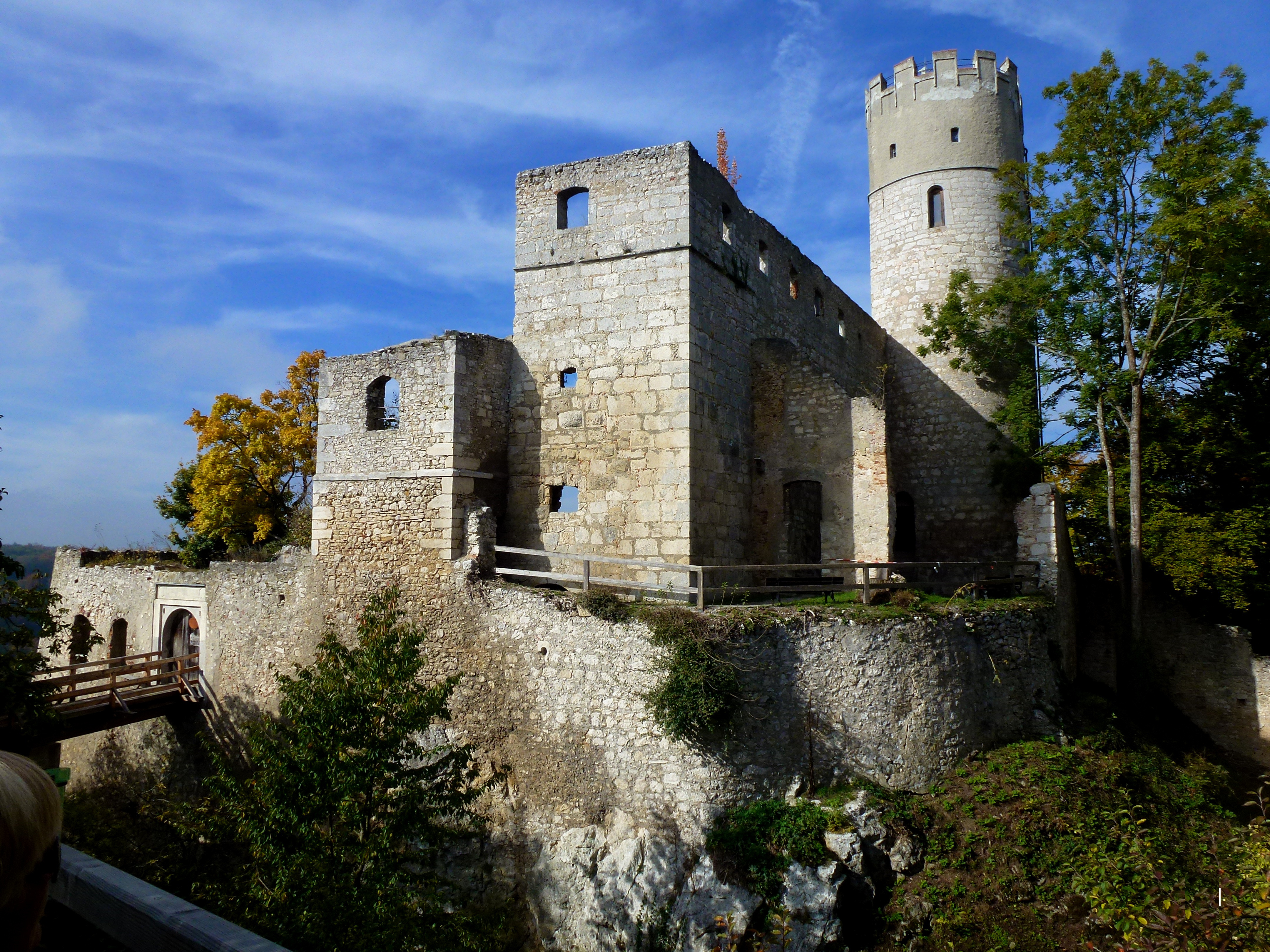
Burgruine Randeck
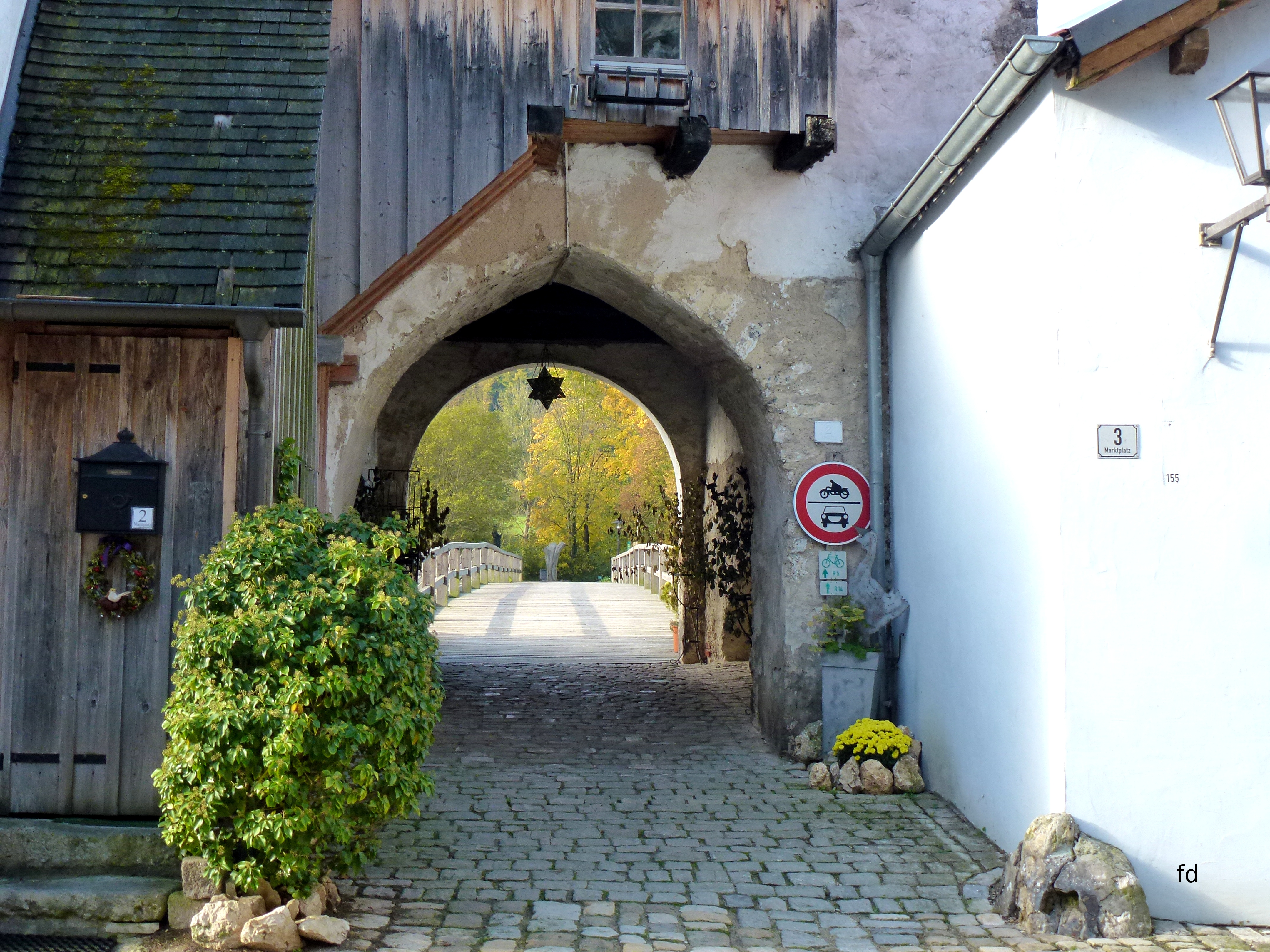
Brücktor
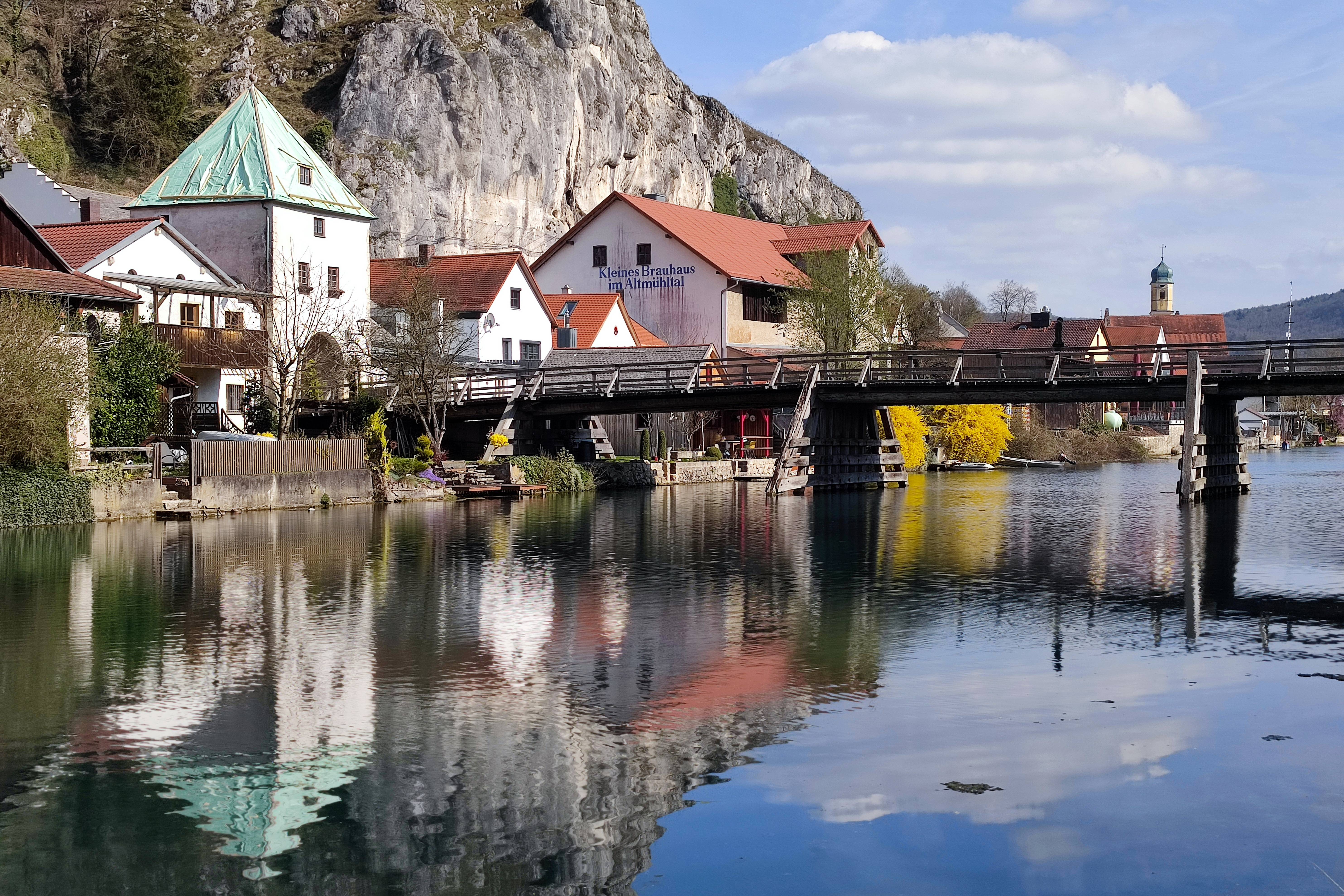
Essing an der Altmühl
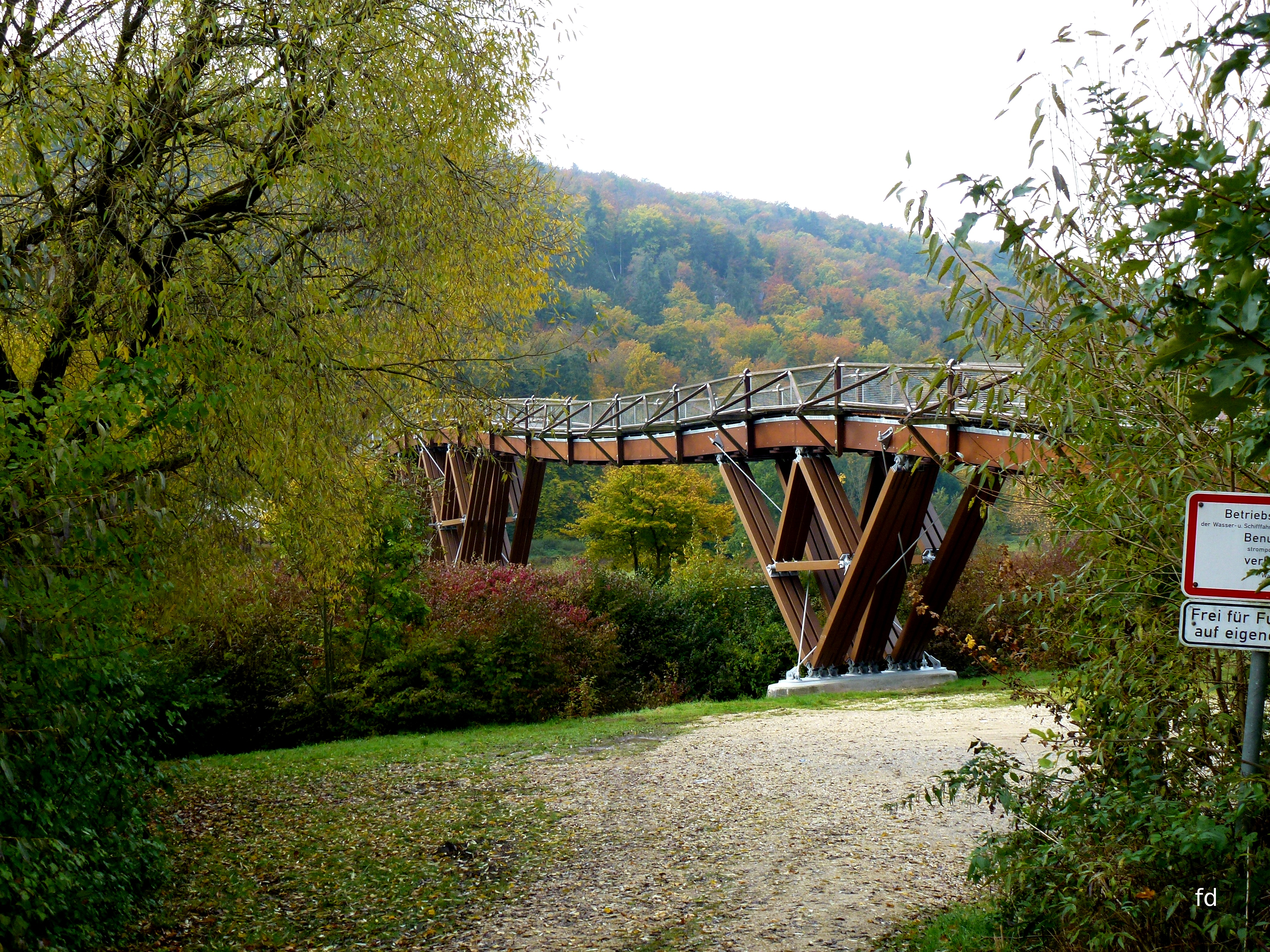
Holzbrücke in Essing

## Wirtschaft und Infrastruktur

### Wirtschaft einschließlich Land- und Forstwirtschaft
Im Jahre 2018 gab es 166 sozialversicherungspflichtig Beschäftigte am Arbeitsort, darunter 54 im Bereich Handel, Verkehr und Gastgewerbe. Sozialversicherungspflichtig Beschäftigte am Wohnort gab es 361. Im verarbeitenden Gewerbe und im Bauhauptgewerbe gab es je einen Betrieb, landwirtschaftliche Betriebe wurden im Jahr 2016 fünf registriert, wogegen im Jahr 1999 noch 16 mit einer landwirtschaftlich genutzten Fläche von 232 ha bestanden. Davon waren 161 ha Ackerfläche. Bis zum Jahre 2016 reduzierte sich die landwirtschaftlich genutzte Fläche auf 198 ha, darunter 67 ha Dauergrünland und 131 ha Ackerflächen.

### Bildung
Es gibt folgende Einrichtungen:
- Kindergärten: 25 Kindergartenplätze mit 24 Kindern

- Montessori-Schule

## Persönlichkeiten
- Gozbert († 1001), Abt des Klosters Tegernsee
- Josef Deifl (1790–1864) schilderte als Soldat der bayerischen Armee seine Kriegserlebnisse von 1805 bis 1815 in einem ungewöhnlich detaillierten Tagebuch.[11]